# Ceremoniarz

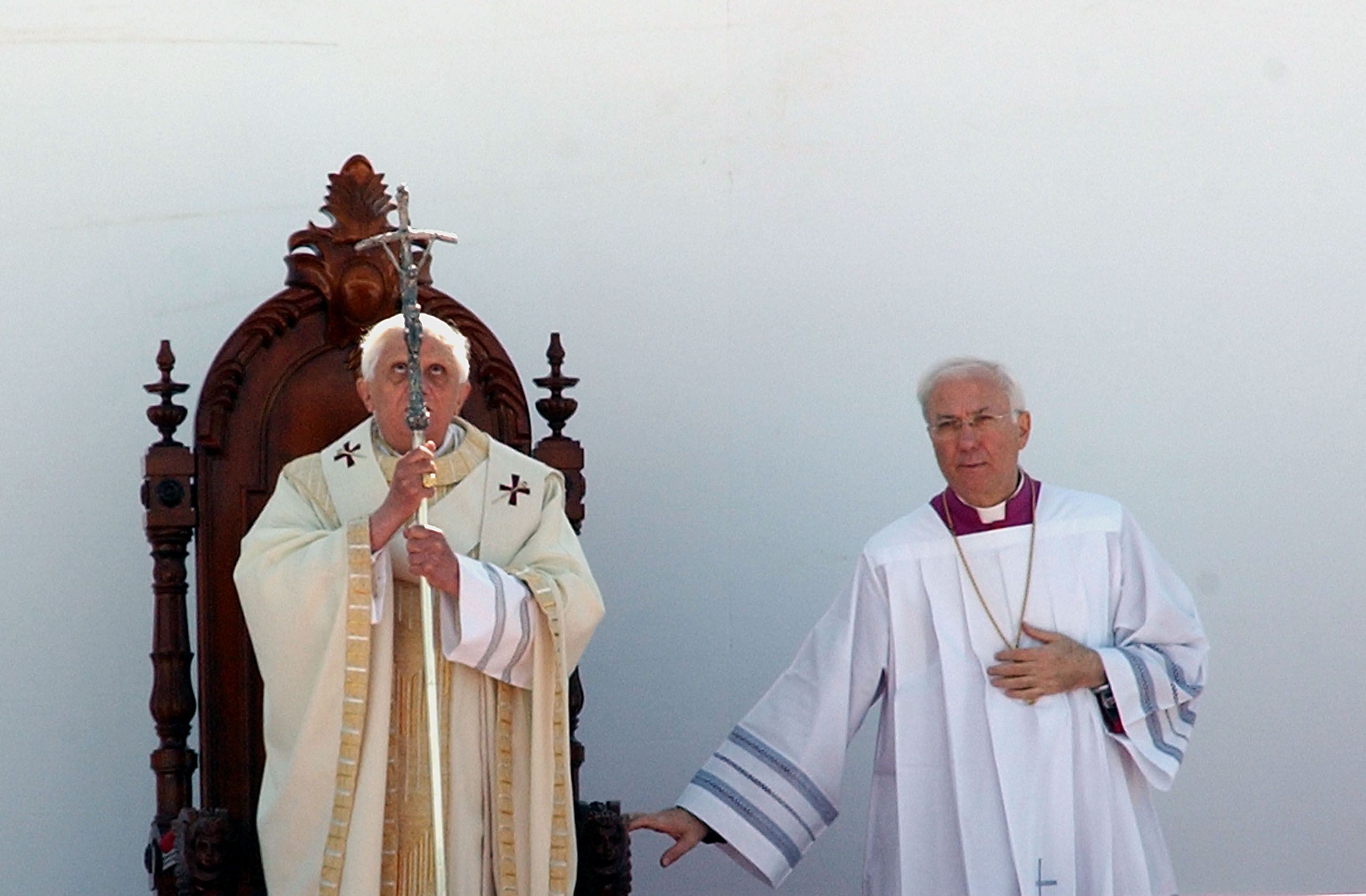
Papież w asyście swojego ceremoniarza

Ceremoniarz – osoba sprawująca funkcję liturgiczną, której zadaniem jest koordynacja przebiegu liturgii oraz, w razie potrzeby, przeprowadzanie prób zespołu liturgicznego przed celebrą. Musi biegle znać przepisy liturgiczne, a także powinien cechować się umiejętnością dyskretnego interweniowania w nagłych i wyjątkowych przypadkach. Funkcję tę może sprawować ministrant lub duchowny.
W czasie liturgii ceremoniarz  zwraca się do jej uczestników komendami wydawanymi po łacinie. Jeżeli wymagają tego okoliczności (na przykład istnieje obawa przed niezrozumieniem), zamiast przyjętych łacińskich komend ceremoniarz komunikuje się z celebransem i pozostałymi uczestnikami liturgii w języku zrozumiałym dla wszystkich.
Podczas liturgii zajmuje miejsce w pobliżu celebransa.
Zwyczajnym strojem ceremoniarza jest alba lub komża z sutanelą.